# Барабаш, Владимир Семёнович
Барабаш Владимир Семёнович (1 января 1910, Кривой Рог, Херсонская губерния — 6 октября 1995, Москва) — советский военачальник, генерал-майор артиллерии (1958).

## Биография
Родился 1 января 1910 года в рудничном посёлке будущего рудника имени В. И. Ленина (ныне в черте города Кривой Рог Днепропетровской области).
Работал смазчиком подъёмной машины на руднике имени Октябрьской революции (Кривой Рог) и в слесарной механической мастерской при школе горно-промышленного ученичества этого рудника. 
1 октября 1928 года добровольцем через Криворожский городской военкомат поступил в Севастопольскую школу зенитной артиллерии, которую окончил в марте 1932 года и получил назначение во 2-й полк ПВО Белорусского военного округа (Великие Луки), где служил командиром взвода, помощником командира и командиром батареи.
В декабре 1937 года направлен на Дальний Восток командиром 18-го отдельного зенитного артиллерийского дивизиона 12-й стрелковой дивизии 2-й отдельной армии. В октябре 1940 года поступил в Артиллерийскую академию РККА имени Ф. Э. Дзержинского. 9 июля 1941 года отозван из академии и назначен командиром 38-го отдельного зенитно-артиллерийского дивизиона ПВО, вошедшего в ноябре в состав сформированного Рыбинско-Ярославского дивизионного района ПВО.
С марта 1942 года — командир 1082-го зенитно-артиллерийского полка ПВО. Формировал полк в составе 9 батарей, 5 из которых прибыли из состава 251-го зенитно-артиллерийского полка Московского фронта ПВО. По формировании полк вошёл в состав Сталинградского корпусного района ПВО и участвовал в Сталинградской битве. Приказом НКО от 30 января 1943 года назначен командующим Комсомольским бригадным районом ПВО в составе Дальневосточной зоны ПВО. Директивой генерального штаба Красной армии № орг/3/2643 от 4 апреля 1945 года и приказом по войскам Дальневосточного фронта № орг/02176 от 9 апреля 1945 года на базе Комсомольского бригадного района ПВО была сформирована 97-я дивизия ПВО и полковник В. С. Барабаш утверждён её командиром. В ходе советско-японской войны 1945 года дивизия входила в состав Приамурской армии ПВО. После войны продолжал командовать дивизией до конца июля 1946 года, затем назначен инспектором инспекции ПВО главной инспекции сухопутных войск.
С января 1950 года полковник В. С. Барабаш — старший инспектор инспекции зенитной артиллерии главной инспекции Вооружённых сил, с мая 1953 года — старший инспектор инспекции артиллерии главной инспекции Министерства обороны СССР. С июня 1956 года — заместитель командующего артиллерией по зенитной артиллерии Московского военного округа, с октября 1958 года — заместитель начальника войск ПВО округа.
С 22 апреля 1961 года в запасе.
Умер 6 октября 1995 года в Москве, кремирован на Николо-Архангельском кладбище.

## Воинские звания
- Капитан (26.9.1938);
- Майор (14.12.1941);
- Подполковник (19.7.1942);
- Полковник (9.2.1944);
- Генерал-майор артиллерии (16.2.1958).

## Награды
- Орден Ленина[1];
- Орден Красного Знамени[1];
- Дважды орден Отечественной войны 1-й степени (1943; 2.09.1945)[1][2];
- Орден Красной Звезды[1];
- Медаль «За победу над Германией в Великой Отечественной войне 1941-1945 гг.»[2];
- Медаль «За оборону Сталинграда»[2];
- Медаль «За победу над Японией» (29.04.1946)[2].